# Розенталь (місцевість)
Розенталь, Канцерівка, Канцурівка — місцевість у правобережному районі сучасного Запоріжжя, колишня німецька менонітська  колонія. Розташована на південь від Верхньої Хортиці вздовж правої притоки річки Верхньої Хортиці — річки Канцерівка.
Входила до складу Хортицької волості Катеринославського повіту.
Станом на 1886 рік у місцевості налічувалось 796 мешканців, 81 домогосподарста, школа, 4 крамниці, 2 машинних, 2 колісних, Фабрика «Лепп та Вальман»,цегельний та пивоварний заводи.
Південна частина Розенталя на правому березі річки Канцерівка відома як радгосп «Дружба».
Пам'ятник на честь менонітів, які в 30-і роки стали жертвами сталінських репресій і релігійних утисків, встановили у жовтні 2009 року за авторством канадійця-меноніта Пола Еппла * 
Пам'ятників архітектури менонітів на мапі google:
- Будівля менонітської школи для дівчат
- Пам'ятник менонітам
- Замок Катаріни Вальман

Менонітська колонія поселення Розенталь

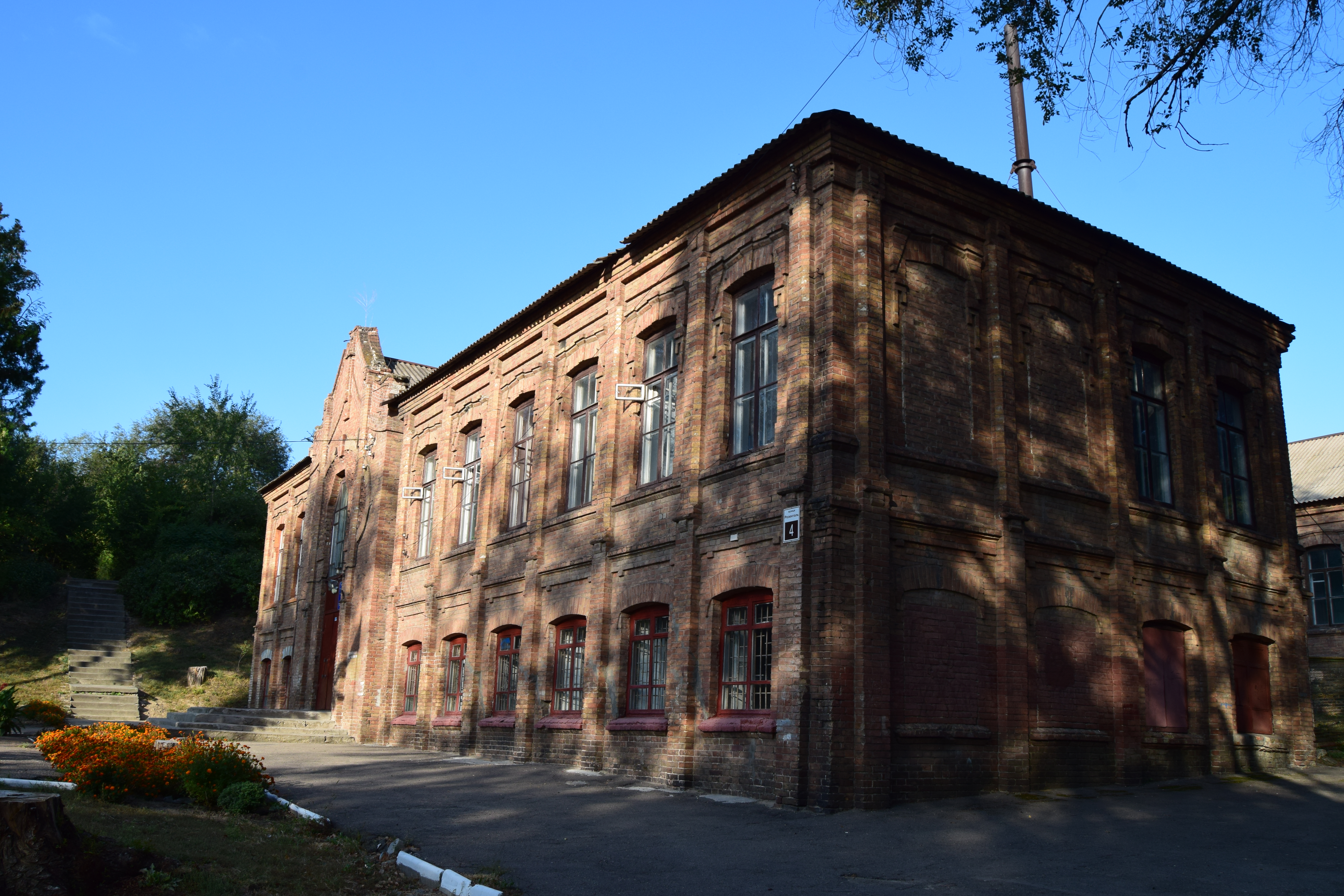
Будівля менонітської школи для дівчат
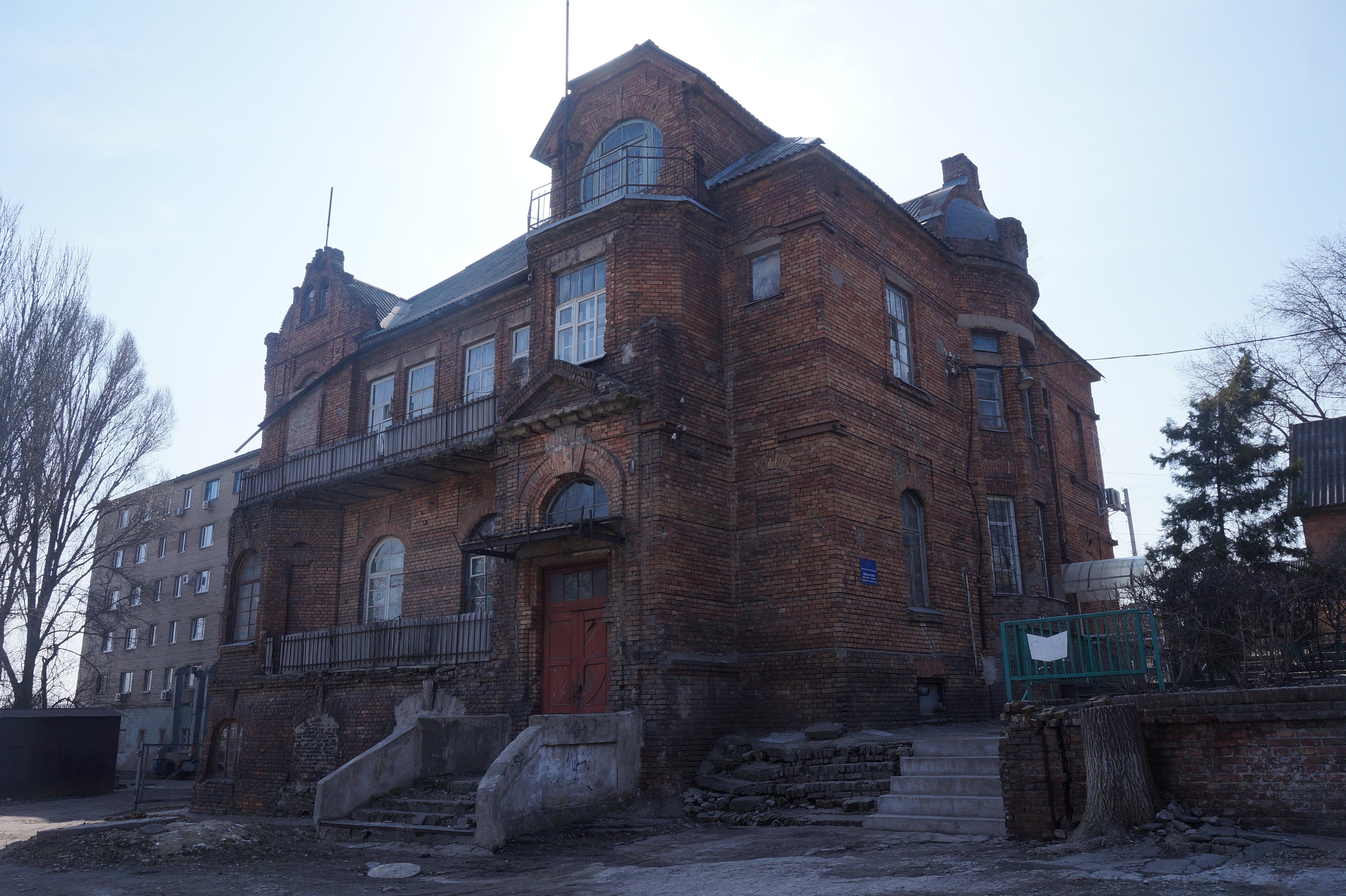
Замок Вальман
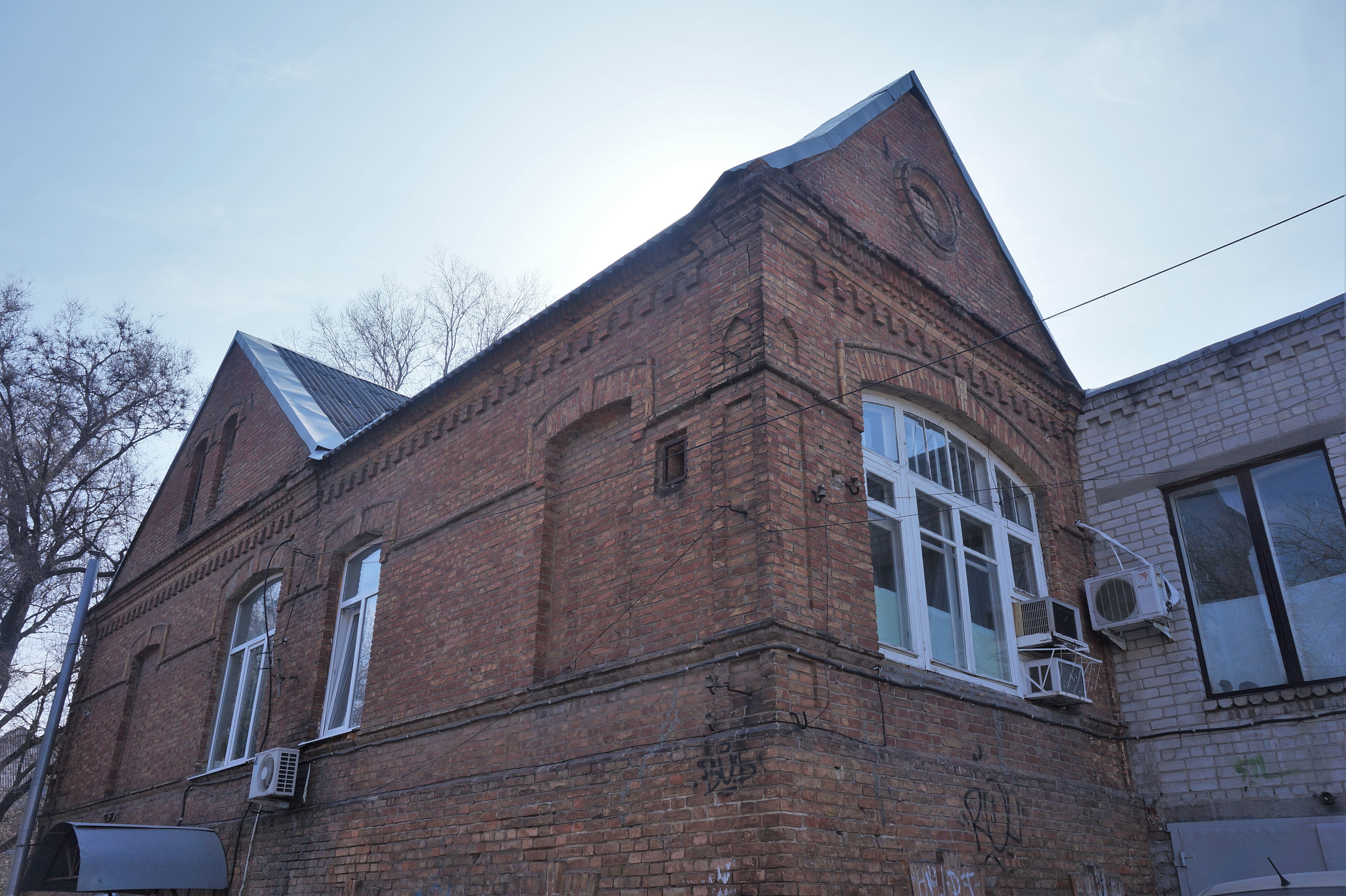
лікарня
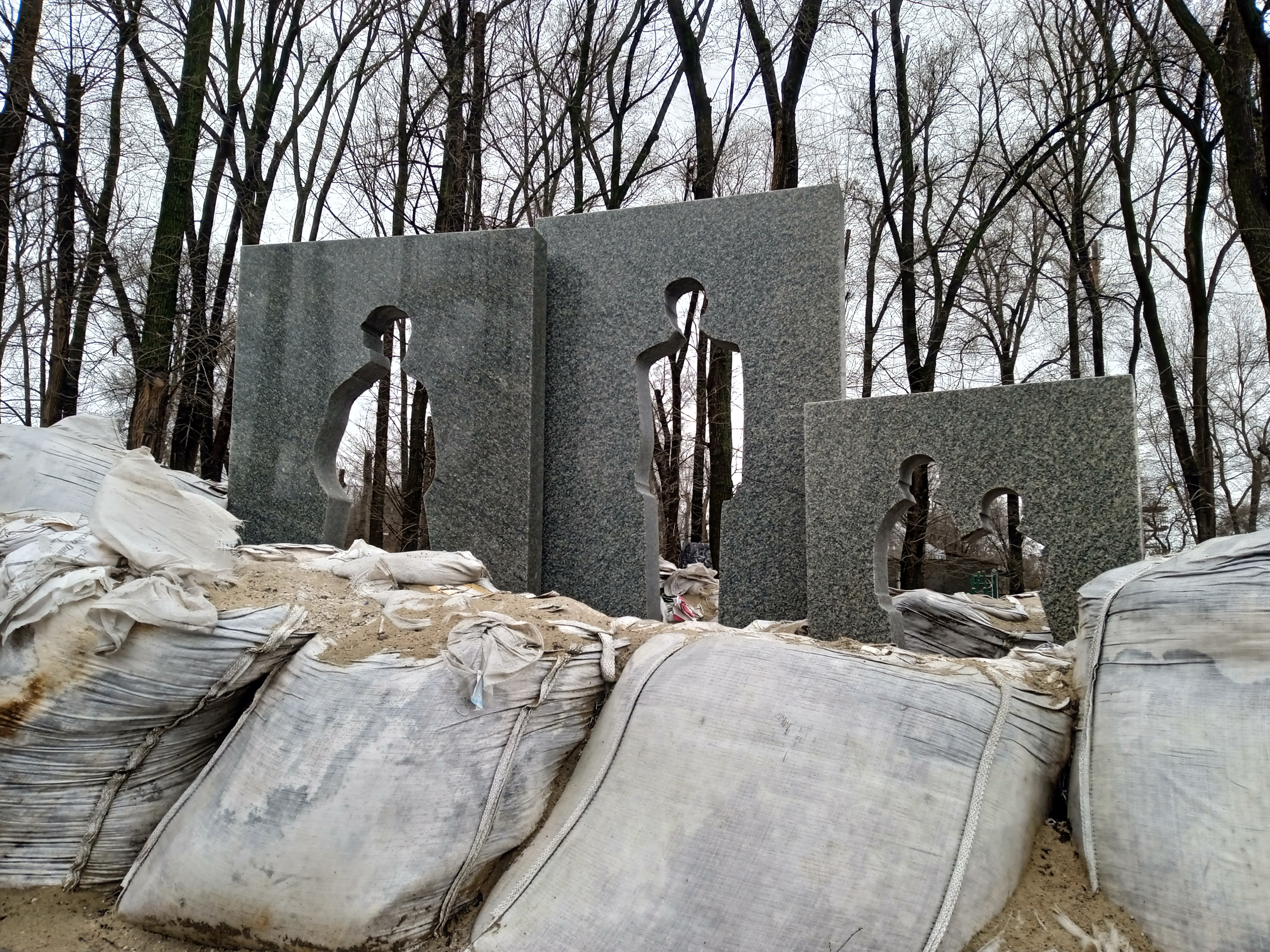
Пам'ятник менонітам
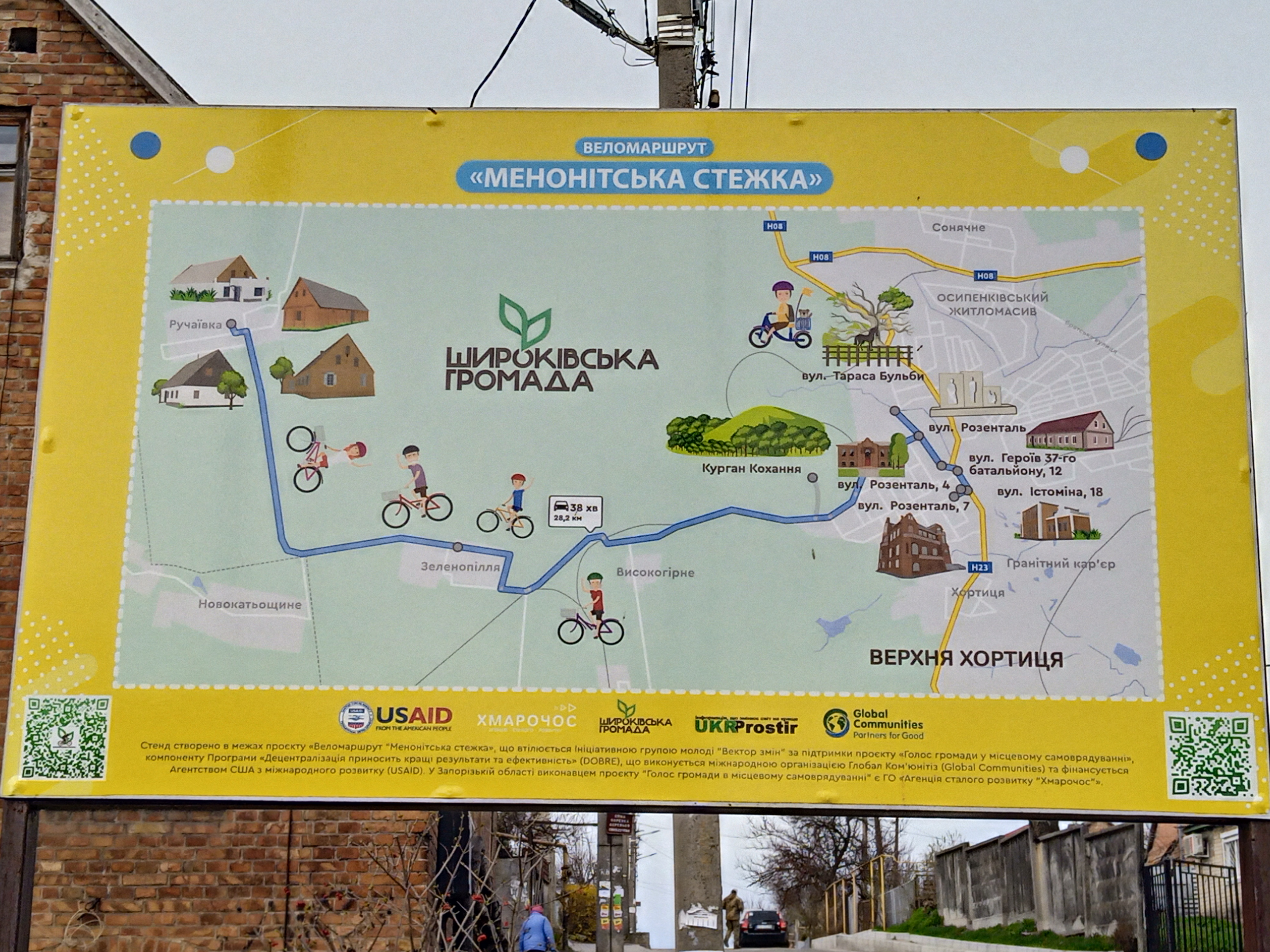
Мапа колонії
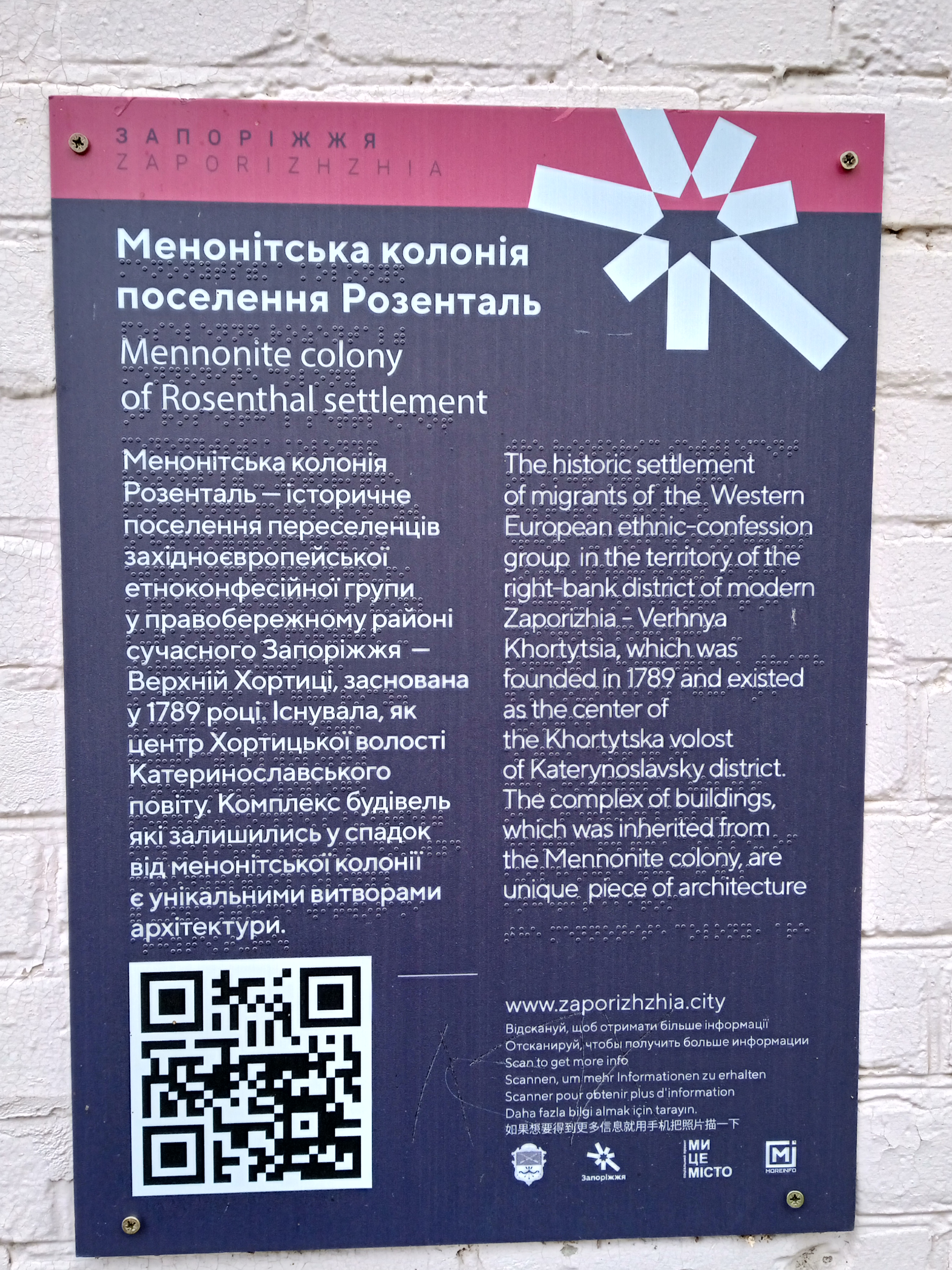